# Pałanka (fortyfikacja)
Pałanka – fortyfikacja budowana w średniowiecznej Turcji i na Węgrzech. Rodzaj ziemnej warowni otoczonej wałem i palisadą.